# Église Saint-Germain de Gilly-lès-Cîteaux
L’église saint-Germain de Gilly-lès-Cîteaux, en Côte-d'Or, est une église catholique romaine. Son origine monacale explique ses dimensions, notamment dans la proportion importante de la surface du chœur et du transept au regard de l’ensemble de l’église afin d’accueillir la communauté des moines pour les différents services liturgiques.

## Histoire
Le village de Gilly-les-Cîteaux trouve son origine au VIe siècle après Jésus-Christ sur des terres appartenant à Eleuthère, un riche gallo-romain originaire d’Autun, qui en fit don à son fils Germain, évêque de Paris. En 565, Germain légua tous se biens au monastère qui prit par la suite le nom de saint-Germain-des-Prés. Les moines, désireux de rendre hommage à leur généreux donateur, édifièrent à Gilly un prieuré, placé sous la protection et le vocable de saint Germain.

### Rivalité et querelles entre les abbayes de Cîteaux et de Saint-Germain-des-Prés
À la suite de la fondation de l’abbaye de Cîteaux à la fin du XIe siècle, l’expansion cistercienne leur fit progressivement acquérir des terres proches de Gilly, engendrant des querelles entre les deux congrégations. À la fin du XIIe siècle et face à des besoins financiers, l’abbaye de Saint-Germain-des-Prés obtint du pape Boniface VIII la permission de vendre leur prieuré de Gilly à Cîteaux, prieuré qui plus est bien éloigné de leur maison parisienne. La transaction comportait une vente principale et une rente perpétuelle. Les conflits entre la France, l’Angleterre et la Bourgogne conduisit à un litige, tardivement arbitré par Jean de Cirey, abbé général de Cîteaux, mettant un terme définitif à ces querelles seulement en 1499.
Entre-temps, Cîteaux avait décidé de fortifier le prieuré de Gilly, et l’évêque d’Autun, dont dépendait alors Gilly, accepta que l’église paroissiale soit incluse au sein de la place fortifiée. Ce qui fut fait entre 1367 et 1369. En 1371, le duc de Bourgogne Philippe le Hardi fût reçu à Gilly par l’abbé de Cîteaux.

### Destruction partielle et reconstruction
En 1393, un incendie, sans doute causé par un moine, détruisit une partie du prieuré et de l’église. En janvier 1398, il fut décidé de reconstruire le sanctuaire. L’église a été consacrée le 13 juillet 1451 par l’évêque d’Autun. Le chœur avait sans doute été préservé lors de l’incendie, et la reconstruction concerna donc principalement la nef. Toutefois, des trois nefs initialement prévues, seule subsiste aujourd’hui celle qui était centrale et principale. Les deux autres, dont des traces sont visibles, disparurent sans doute en 1698 à la suite d'un effondrement de l’édifice.

### Derniers travaux
En 1866, le plafond de caissons de la nef fut masqué par des fausses voûtes ogivales, ce qui permit une harmonisation avec le style du chœur.

## Description
L’église a la forme d’une croix latine, avec un axe ouest-est comme dans la construction traditionnelle des églises romaines (le prêtre, au chœur, regarde vers le soleil levant, symbole de la résurrection). Elle possède un clocher côté sud, une petite chapelle basse côté nord, et une sacristie derrière le chœur.
Les dimensions spécifiques de l’édifice, et notamment du chœur et du transept, témoignent de son origine monacale. Le chevet plat constitue une autre caractéristique d’églises cisterciennes. Le chœur est à 3 travées, chaque travée étant voûtée d’ogives.

### Extérieur
L’accès à l’église se fait par un pont enjambant les douves, de construction assez récente (autrefois l’accès s’effectuait certainement par le château mitoyen et aujourd’hui disparu).
L’église est surmontée d’une flèche couverte d’ardoises (alors que la couverture usuelle des églises de la région est plutôt en tuiles). Les 3 cloches sont antérieures à la Révolution française et datent de 1674, 1766 et 1769.
Au niveau du transept, il subsiste quelques traces des anciens collatéraux.
À l’angle nord-ouest du bras du transept s’élève une tourelle, épaulée par un contrefort très plat et couronnée d’un lanternon.

### Intérieur
Parmi les éléments notables :
- des boiseries de style Louis XIII, ornées de pilastres, marguerites, fruits et moulures habillent les murs du chœur,
- au fond du chœur, une grande peinture du XVIIIème siècle représentant la Pentecôte masque les traces d’une ancienne baie,
- un tableau datant de 1637 représentant le couronnement de la sainte Vierge,
- un très grand Christ en croix au-dessus du porche d’entrée

Les verrières du chœur ont été installées dans la deuxième moitié du XIXe siècle par l’abbé Antoine Brugnot, curé de Gilly, que l’on peut identifier avec sa chape dorée sur le premier vitrail à droite.

## Tradition locale
La mémoire de saint Germain est toujours honorée à Gilly-les-Cîteaux le dimanche suivant le 28 mai, jour de sa fête. Saint Germain est d’ailleurs représenté sur un tableau du croisillon (bras du transept) sud.
Créée dans la première moitié du XXe siècle, la confrérie des chevaliers du Tastevin est une association de promotion des vins de Bourgogne. Elle organise des cérémonies essentiellement sous forme de grands banquets gastronomiques, appelés « chapitres », agrémentés de traditions et de manifestations folkloriques. Elle est basée au château du Clos-Vougeot, autre ancienne propriété de Cîteaux, à quelques kilomètres de Gilly. À l’occasion de la saint Hubert, saint patron des chasseurs, une messe est célébrée dans l’église, puis les sociétés de vénerie sonnent des trompes.